# Carl Pulfrich

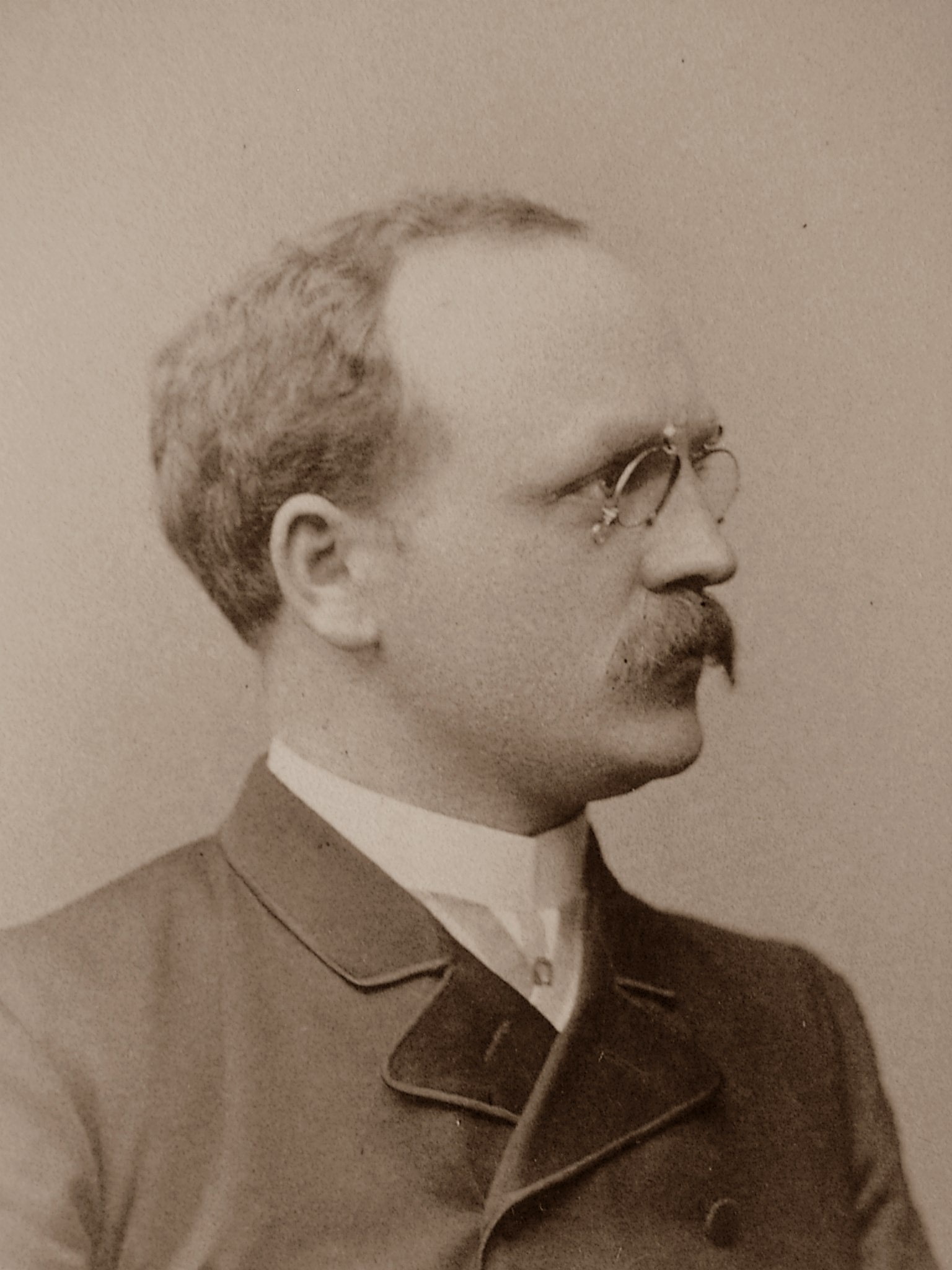
Carl Pulfrich 1889 in Bonn

Carl Pulfrich (* 24. September 1858 in Sträßchen, heute zu Burscheid; † 12. August 1927 in der Ostsee nahe Timmendorfer Strand) war ein deutscher Physiker und Optiker. Er gilt als einer der Begründer der Stereofotogrammetrie.

## Leben
Carl Pulfrich war der älteste Sohn eines Lehrers. Nach dem Besuch des Realgymnasiums in Mülheim an der Ruhr studierte er an der Universität Bonn Physik, Mathematik und Mineralogie und wurde 1881 mit der Arbeit Photometrische Untersuchungen über Absorption des Lichtes in isotropen und anisotropen Medien promoviert. Nach Ableistung des Militärdienstes und einer einjährigen Tätigkeit als Probelehrer an einem Essener Gymnasium wurde er am physikalischen Institut der Universität Bonn Assistent bei Rudolf Clausius und nach dessen Tod 1888 bei Heinrich Hertz. Nach seiner Habilitation in Experimentalphysik war Pulfrich Privatdozent in Bonn. Ernst Abbe konnte ihn 1890 bewegen, eine Tätigkeit bei Carl Zeiss in Jena aufzunehmen, wo er bis zu seinem Tode blieb. Ab 1892 leitete er die neu gegründete Abteilung für physikalische Messgeräte.
Obwohl Carl Pulfrich auf dem linken Auge blind war und daher nicht räumlich sehen konnte, beschäftigten sich die meisten seiner wissenschaftlichen Arbeiten mit dem räumlichen Sehen, der Stereoskopie. Nach eigener Aussage war die Erblindung die Spätfolge einer blutigen Augenverletzung in seiner Jugend. Nach Angaben seines Kollegen Moritz von Rohr litt er seit 1905 auf dem linken Auge am Grauen Star.
Pulfrich heiratete 1891 Mathilde Doll, Tochter des Geodäten Max Doll (1833–1905) und Schwester von Elisabeth, der Ehefrau Heinrich Hertz’.
Während eines Erholungsurlaubs ertrank Carl Pulfrich in der Ostsee, nachdem sein Kanu gekentert war.

## Leistungen

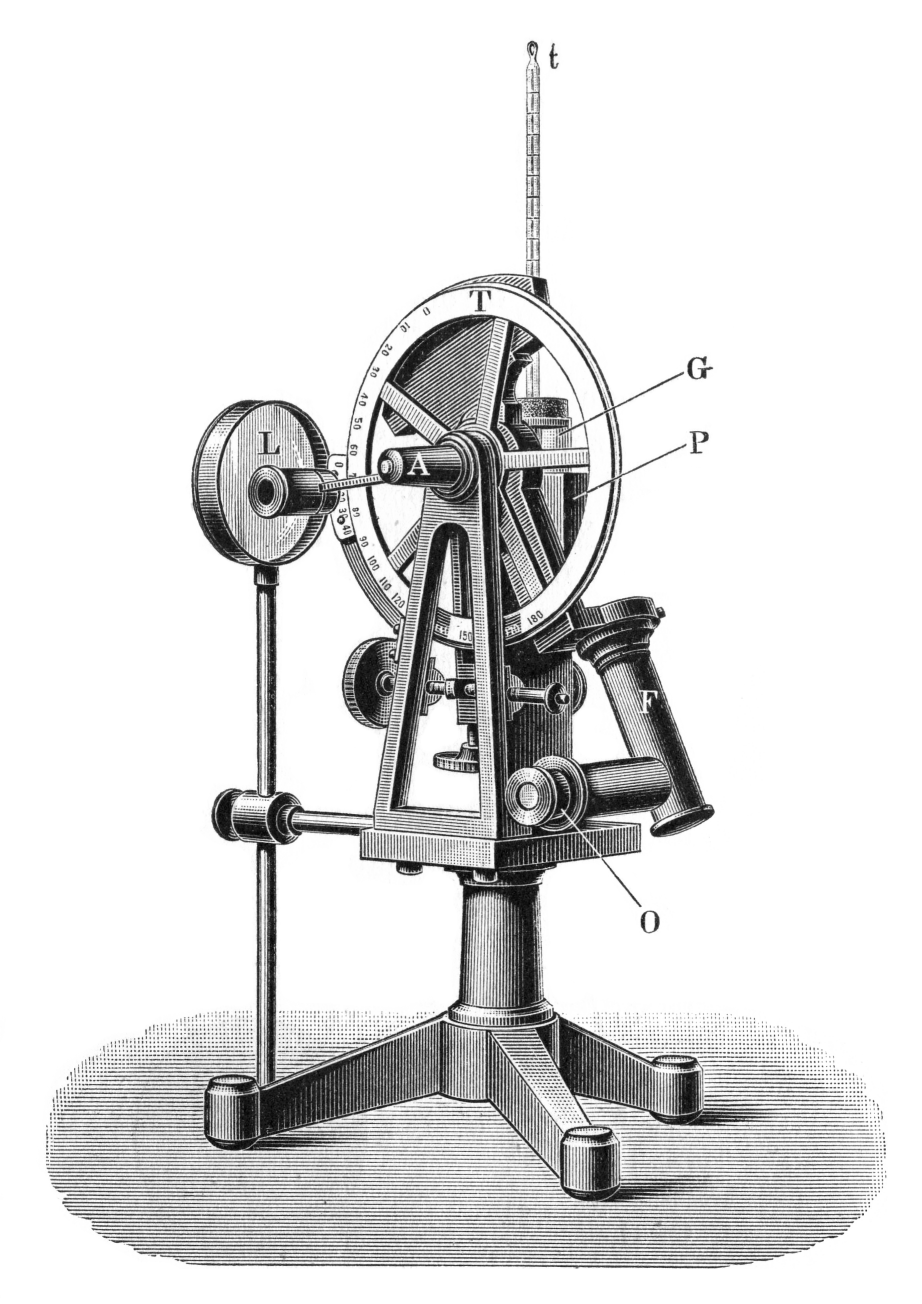
Pulfrich-Refraktometer (Holzstich 1897)

Carl Pulfrich verfasste über 100 Veröffentlichungen und entwickelte oder vervollkommnete zahlreiche optische Geräte.
Sein Wirken umfasste drei Hauptphasen: 1885 bis 1899 widmete er sich der Refraktometrie (Brechzahlmessung), danach bis 1920 der Stereoskopie und später der Fotometrie. In die erste Phase fällt die aus der Untersuchung des Brechungsindex von Kristallen erwachsene Konstruktion des Pulfrich-Refraktometers. Nach seinem Wechsel zu Zeiss vervollkommnete er zahlreiche auf Abbe zurückgehende Geräte. 1899 stellte er seinen ersten Raumbildentfernungsmesser vor, dem 1901 der Stereokomparator folgte, der in der Kartografie, aber auch in der Astronomie, erfolgreich eingesetzt wurde. Eine Weiterentwicklung war der von Eduard von Orel (1877–1941) erfundene Stereoautograf, mit dem es möglich war, die automatische Kartierung einer Gegend aus zwei fotografischen Aufnahmen durchzuführen. Nach seiner Entdeckung des Pulfrich-Effektes verlagerte sich der Schwerpunkt seiner Arbeit in Richtung Fotometrie und Farbenlehre. Ergebnis dieser Arbeiten war das Pulfrichsche Stufenfotometer, das als Farb- und Trübungsmesser weite Verbreitung fand.

## Ehrungen
1917 verlieh die preußische Regierung Carl Pulfrich den Titel Professor. Die Technische Hochschule München ernannte ihn im August 1923 zum Ehrendoktor. 1926 wurde er zum Mitglied der Deutschen Akademie der Naturforscher Leopoldina gewählt.
Er war Träger des Roter-Adler-Ordens IV. Klasse und des Offizierskreuzes des Franz-Joseph-Ordens.
Seit 1968 wird der Carl-Pulfrich-Preis für Leistungen auf dem Gebiet des Vermessungswesens vergeben.
In Jena ist eine Straße nach Carl Pulfrich benannt und in der Antarktis der 1250 m hohe Pulfrich Peak auf der Arctowski-Halbinsel.
2020 wurde ein Krater auf dem Zwergplaneten Pluto nach Pulfrich benannt. Damit wurde er für den gemeinsam mit dem Astronomen Max Wolf entwickelten Blinkkomparator geehrt, mit dem Pluto 1930 entdeckt worden war.

## Werke
- Über eine Prüfungstafel für stereoskopisches Sehen. In: Zeitschrift für Instrumentenkunde 21, 1901, S. 249–60
- Über neuere Anwendungen der Stereoskopie und über einen hierfür bestimmten Stereokomparator. In: Zeitschrift für Instrumentenkunde 22, 1902, S. 65–81, S. 133–141, S. 178–92, S. 229–246
- Auffindung eines neuen Planeten mit Hilfe des Stereokomparators. In:  Astronom. Nachr. 159, 1902, S. 83ff
- Stereoskopisches Sehen und Messen. Gustav Fischer, Jena 1911
- Über Photogrammetrie aus Luftfahrzeugen und die ihr dienenden Instrumente. Gustav Fischer, Jena 1919
- Die Stereoskopie im Dienste der isochromen und heterochromen Photometrie. In: Die Naturwissenschaften 10, 1922, S. 553–564, S. 569–574, S. 596–601, S. 714–722, S. 735–743, S. 751–761
- Die Stereoskopie im Dienste der Photometrie und Pyrometrie. J. Springer, Berlin 1923